# Matt Cardle
Matthew Sheridan «Matt» Cardle (Southampton, 15 de abril de 1983) es un cantautor y guitarrista inglés que saltó a la fama después de ganar la séptima temporada de The X Factor del Reino Unido en 2010, tras lo cual ganó un contrato de grabación por £1 millón con Syco Music y su primer sencillo «When We Collide» debutó en el número 1 del Reino Unido e Irlanda inmediatamente después de su victoria. En su primera semana se vendieron 439.000 copias lo que la convirtió en la canción número uno del Reino Unido de Navidad.

## Primeros años
Cardle nació en Southampton, Hampshire, Inglaterra, con David y Jennifer Cardle (née Horner) el 15 de abril de 1983. Él tiene un hermano mayor, Dom y cuatro suplentes [clarifique] hermanos;. Julian, Ben, Rob y Tom. Cuando tenía dos años, fue diagnosticado con tumor de Wilms, pero se recuperó después de que le extiparan uno de sus riñones. Cardle ha trabajado como albañil, cartero, lechero y, más recientemente, se desempeñó como pintor y decorador. En 2007 fue miembro de la banda de rock alternativo/pop Darwyn, y en 2009, se convirtió en el vocalista y guitarrista de una banda de rock llamada Seven Summers. Ellos lanzaron un álbum homónimo "Seven Summers", el 22 de enero de 2010 y actuaron en vivo en el programa Sue Marchant's de la radio de la BBC, el 8 de diciembre de 2009.

## The X Factor
En 2010, Cardle audicionó para la séptima temporada de la versión británica de The X Factor, cantando "You Know I'm No Good" de Amy Winehouse y pasando a la etapa de "Campo de entrenamiento" (Bootcamp en inglés). Él superó el campo de entrenamiento y pasó a la "Casa de los jueces" en la categoría "Chicos" con Dannii Minogue como su mentora. En la primera presentación en vivo, Cardle cantó "When Love Takes Over" y recibió el segundo mayor número de votos del público para llegar hasta la semana 2. Desde la semana 2, siempre recibió la primera votación. El 11 de diciembre, Cardle hizo un dueto con Rihanna, cantando "Unfaithful" y ganó el concurso la noche siguiente, recibiendo el 44,61% de los votos.

### Actuaciones enThe X Factor
A continuación se presenta una lista con las actuaciones de Cardle en The X Factor:
| Semana                           | Canción escogida                        | Tema                      | Resultados            |
| -------------------------------- | --------------------------------------- | ------------------------- | --------------------- |
| Audición                         | "You Know I'm No Good"                  | Elección libre (sin tema) | Avanza a los talleres |
| Campo de entrenamiento (Bootcam) | "The First Time Ever I Saw Your Face"   | Elección libre (sin tema) | Avanza                |
| Casa de los jueces               | "If I Were a Boy"                       | Elección libre (sin tema) | Avanza                |
| Semana 1                         | "When Love Takes Over"                  | Number-ones               | Salvado               |
| Semana 2                         | "Just the Way You Are"                  | Héroes musicales          | Salvado               |
| Semana 3                         | "...Baby One More Time"                 | Placeres culpables        | Salvado               |
| Semana 4                         | "Bleeding Love"                         | Halloween                 | Salvado               |
| Semana 5                         | "The First Time Ever I Saw Your Face"   | Himnos americanos         | Salvado               |
| Semana 6                         | "Goodbye Yellow Brick Road"             | Canciones de Elton John   | Salvado               |
| Semana 7                         | "Come Together"                         | Canciones de The Beatles  | Salvado               |
| Semana 8                         | "I Love Rock 'N Roll"                   | Rock                      | Salvado               |
| Semana 8                         | "Nights in White Satin"                 | Rock                      | Salvado               |
| Semana 9 (semifinal)             | "You Got the Love"                      | Club de los clásicos      | Salvado               |
| Semana 9 (semifinal)             | "She's Always a Woman"                  | "Llévenme a la final"     | Salvado               |
| Semana 10 (final)                | "Here with Me"                          | Elección libre (sin tema) | Salvado               |
| Semana 10 (final)                | "Unfaithful" (interpretada con Rihanna) | Duetos con celebridades   | Salvado               |
| Semana 10 (final)                | "Firework"                              | Elección libre (sin tema) | Ganador               |
| Semana 10 (final)                | "When We Collide"                       | Dueto con celebridades    | Ganador               |

### Después deThe X Factor
La semana después de The X Factor final, la canción ganadora de Cardle "When We Collide" alcanzó el número 1 en el UK Singles Chart para convertirse en el número 1 de Navidad. Al 2 de enero de 2011, el sencillo permanece aún en el número 1 por tercera semana consecutiva, con ventas que bordean las 850.000 unidades. la canción también entró en el Irish Singles Chart en el número 1 y el 7 de enero de 2011 cumplió su cuarta semana consecutiva en esa posición.

## Discografía

### Álbumes de estudio
Como solista
- Letters (2011)
- The Fire (2012)
- Porcelain (2013)
- Higher Power (2017)

Como parte de Seven Summers
| Año  | Álbum |
| ---- | --- |
| 2010 | Seven Summers - Créditos de la banda Seven Summers (con Matt Cardle como vocalista) - Publicado: 22 de enero de 2010 - Sello: Seven Summers - Formatos: CD, Descarga digital |

### Sencillos
| 2010                  | "When We Collide"                                       | 1   | 1  | 1  | Letters   |
| 2011                  | "Run for Your Life"                                     | 6   | 12 | 6  | Letters   |
| 2011                  | "Starlight"                                             | 185 | —  | —  | Letters   |
| 2012                  | "Amazing"                                               | 84  | —  | —  | Letters   |
| 2012                  | "It's Only Love"                                        | 175 | —  | —  | The Fire  |
| 2012                  | "The First Time Ever I Saw Your Face"                   | 92  | 90 | —  | The Fire  |
| 2012                  | "Anyone Else"                                           | —   | —  | —  | The Fire  |
| 2013                  | "Lately"                                                | —   | —  | —  | The Fire  |
| 2013                  | "Loving You" (con Melanie C)                            | 14  | 42 | 11 | Porcelain |
| 2013                  | "When You Were My Girl"                                 | —   | —  | —  | Porcelain |
| 2014                  | "Hit My Heart"                                          | 171 | —  | —  | Porcelain |
|                       |                                                         |     |    |    |           |
| Como artista invitado |                                                         |     |    |    |           |
| 2010                  | "Heroes" (como parte de Los Finalistas de The X Factor) | 1   | 1  | 5  | sin álbum |